# Lamorville
Lamorville is een gemeente in het Franse departement Meuse (regio Grand Est) en telt 292 inwoners (1999).

## Geschiedenis
Op 1 januari 1973 gingen Deuxnouds-aux-Bois, Lavignéville en Spada op in de de gemeente Lamorville. De voormalige gemeentes kregen de status van commune associée.
De gemeente maakt deel uit van het arrondissement Commercy en sinds 22 maart 2015 van het kanton Saint-Mihiel. Daarvoor hoorde het bij het op die dag opgeheven kanton Vigneulles-lès-Hattonchâtel.

## Geografie
De oppervlakte van Lamorville bedraagt 34,3 km², de bevolkingsdichtheid is 8,5 inwoners per km².
De onderstaande kaart toont de ligging van Lamorville met de belangrijkste infrastructuur en aangrenzende gemeenten.

## Demografie
Onderstaande figuur toont het verloop van het inwonertal (bron: INSEE-tellingen).